# Gannia astyanax
Gannia astyanax är en insektsart som beskrevs av Rauno E. Linnavuori och Al-ne'amy 1983. Gannia astyanax ingår i släktet Gannia och familjen dvärgstritar. Inga underarter finns listade i Catalogue of Life.